# Aaron Hernandez

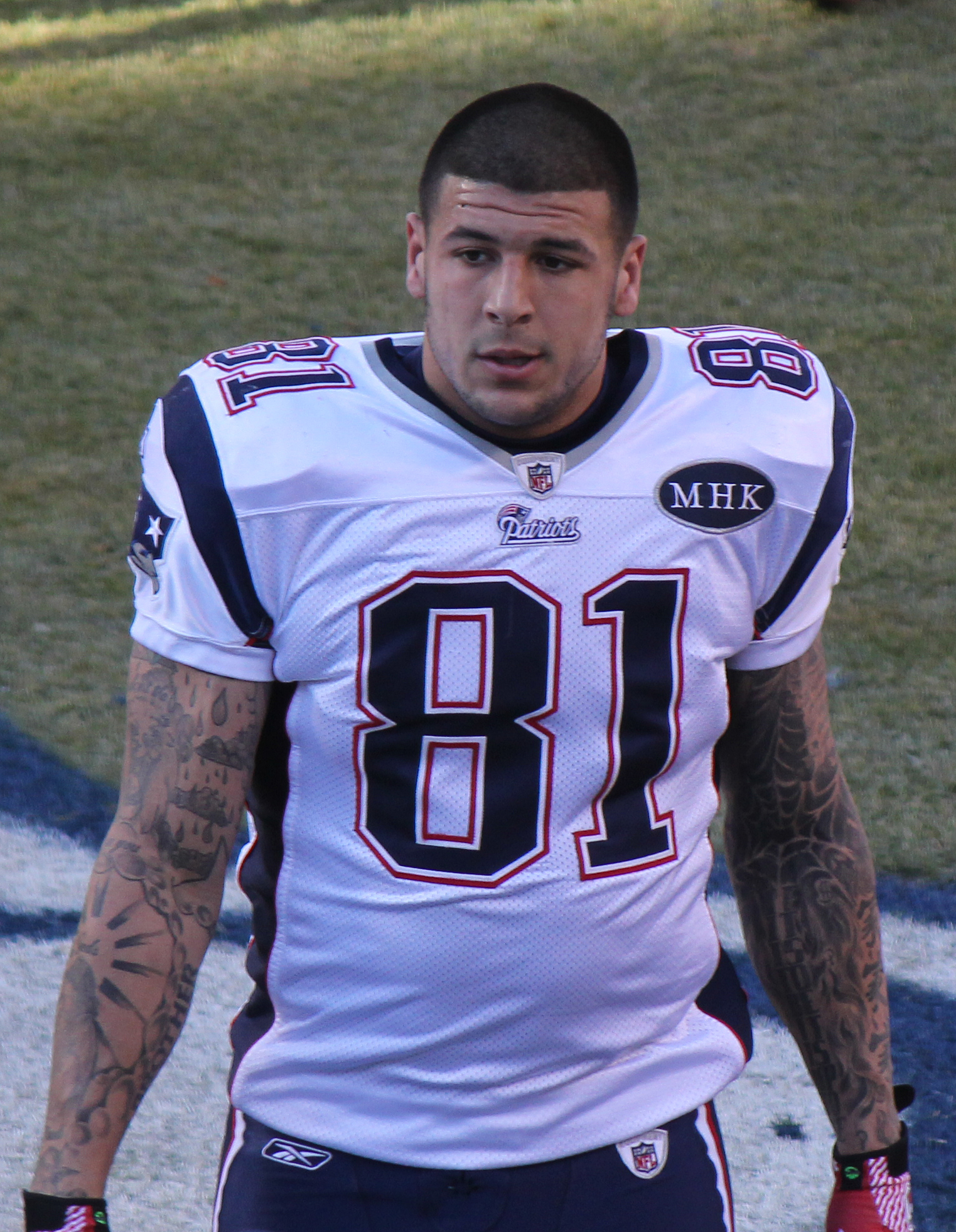

Aaron Josef Hernandez (6 november 1989 – 19 april 2017) was een Amerikaanse Americanfootballspeler voor de New England Patriots in de National Football League (NFL) en een veroordeelde moordenaar. De carrière van Hernandez kwam in 2013 abrupt ten einde na zijn arrestatie en veroordeling voor de moord op Odin Lloyd.
Hernandez speelde als tight end en was samen met Rob Gronkowski en quarterback Tom Brady een van de belangrijkste spelers van de Patriots. In 2012 behaalde het team met Hernandez de finale van de Super Bowl, die van de New York Giants werd verloren.
Tijdens het laagseizoen 2013 werd Hernandez gearresteerd en beschuldigd van de moord op Odin Lloyd, een semiprofessionele Americanfootballspeler die een relatie had met de zus van de verloofde van Hernandez. Na zijn arrestatie werd Hernandez onmiddellijk ontslagen bij de Patriots. Hij werd schuldig bevonden aan moord met voorbedachten rade in 2015 en veroordeeld tot een levenslange gevangenisstraf. Terwijl hij terechtstond voor de moord op Lloyd, werd hij ook aangeklaagd voor een dubbele moord in 2012 in Boston, maar hiervan werd hij vrijgesproken na een rechtszaak in 2017. Een aantal dagen na deze uitspraak pleegde hij zelfmoord in de gevangenis.
Na zijn dood bleek uit sectie dat hij leed aan ernstig hersenletsel, waarschijnlijk veroorzaakt door zijn sportcarrière.
In 2020 besteedde Discovery+ een aflevering aan Hernandez in het programma An ID Mystery Murder.